# Nueva arquitectura clásica

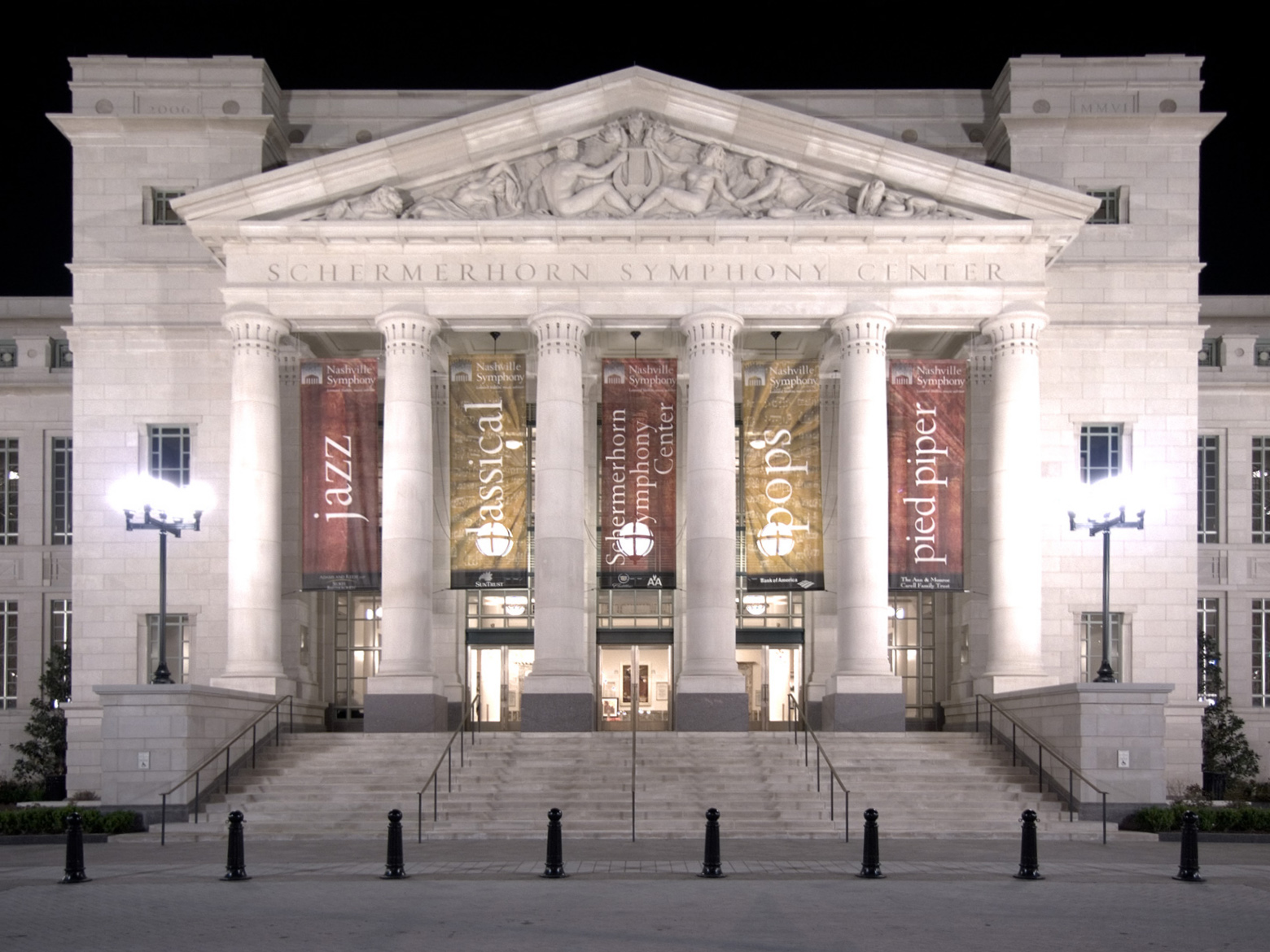
El Schermerhorn Symphony Center en Nashville, inaugurado en 2006.

La nueva arquitectura clásica, nuevo clasicismo o nuevo movimiento clásico es un movimiento arquitectónico contemporáneo que continúa la práctica de la arquitectura clásica. A veces se considera la continuación moderna de la arquitectura neoclásica, aunque también puede inspirarse en otros estilos, como el gótico, el barroco, el renacentista o incluso en estilos no occidentales.
El diseño y construcción de edificios de estilo clásico en permanente evolución es constante a lo largo de los siglos xx y xxi, aunque el movimiento moderno y otras corrientes rompieron con el lenguaje arquitectónico clásico. El nuevo movimiento clásico también está conectado con el aumento de popularidad de la nueva arquitectura tradicional, que es elaborada de acuerdo con las tradiciones y usando materiales de construcción locales.

## Historia

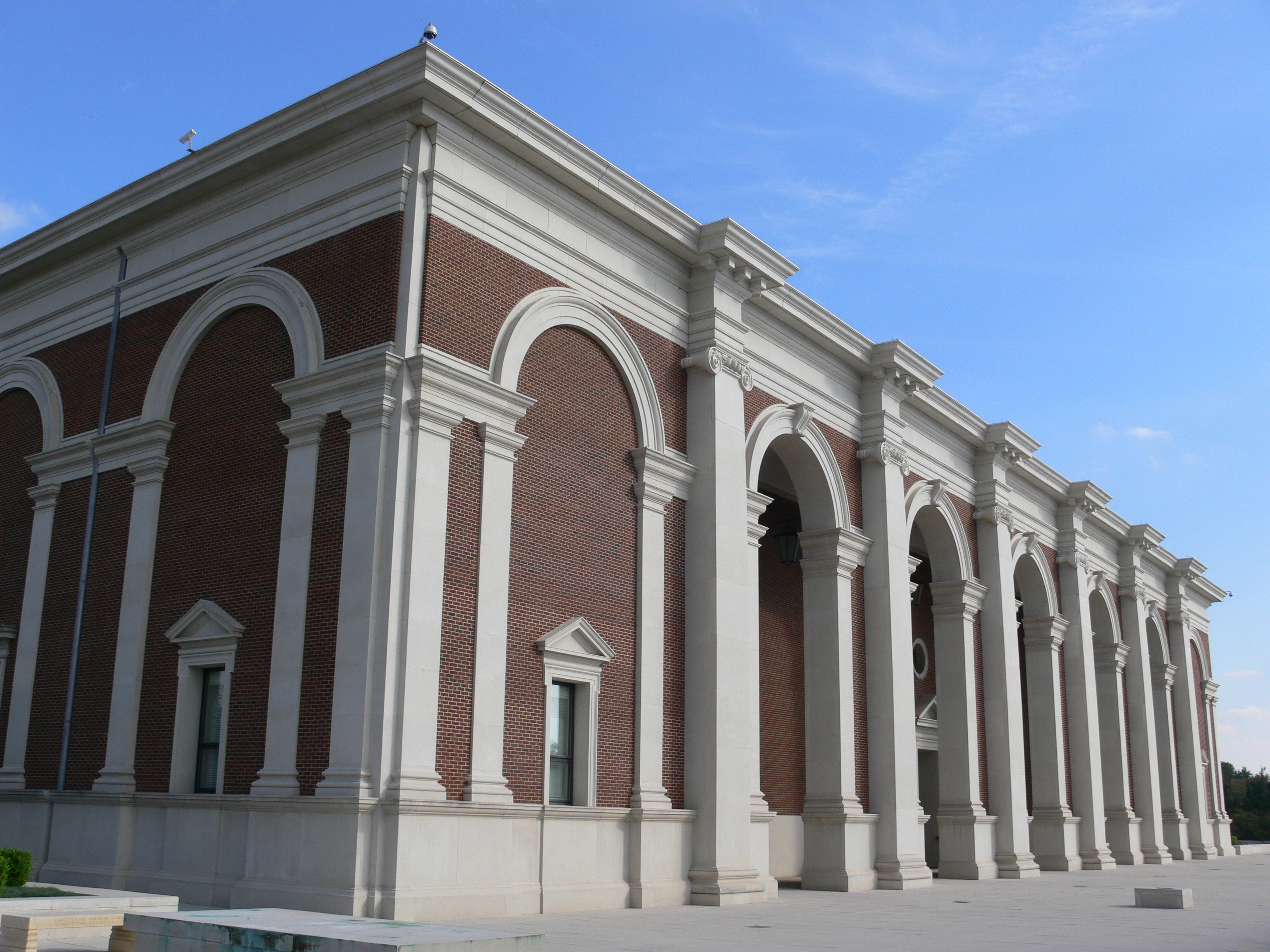
El Museo Meadows de Dallas (2001), de HBRA Architects.

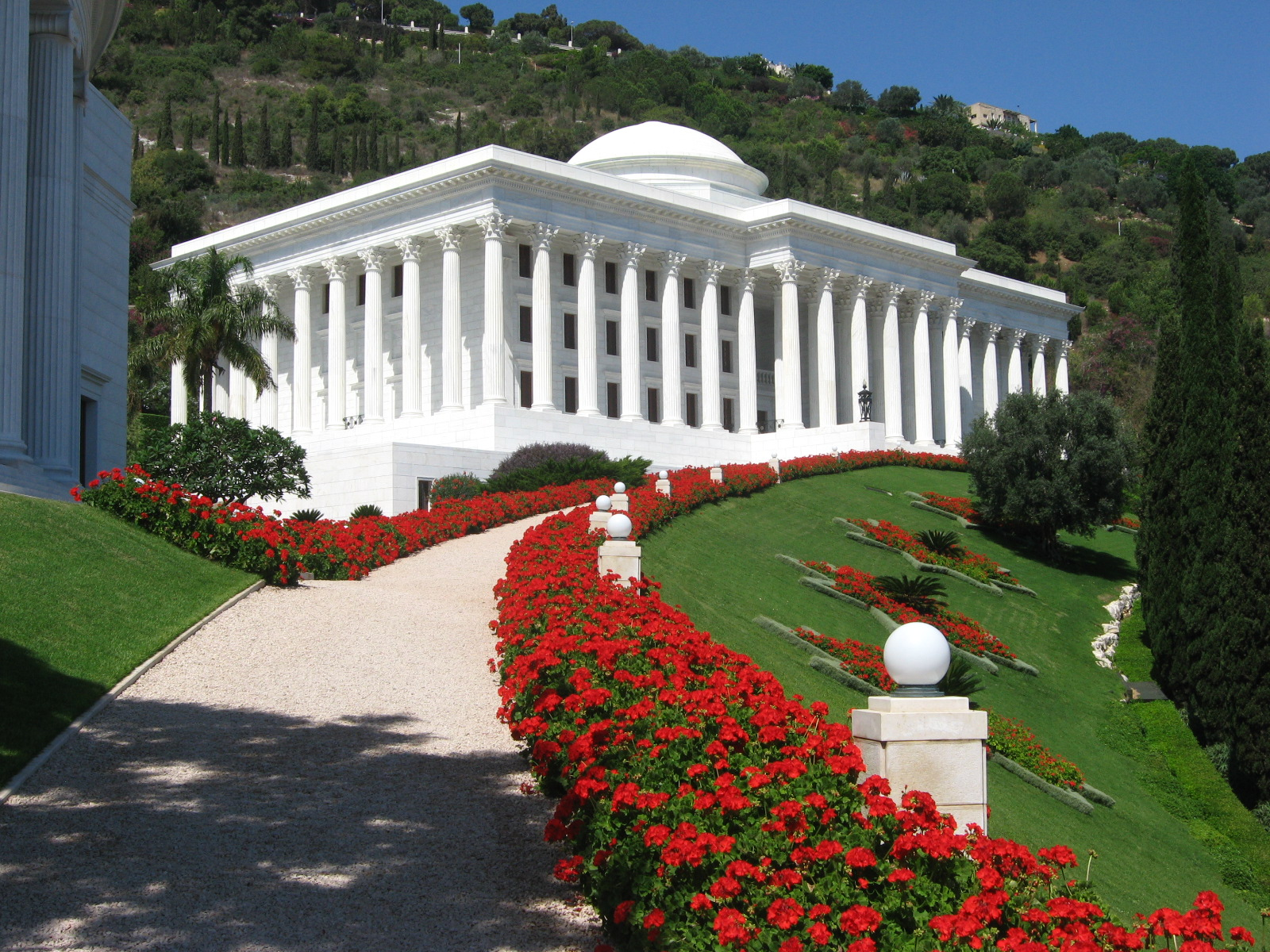
La Casa Universal de Justicia en el Monte Carmelo de Haifa (1983), de Hossein Amanat.

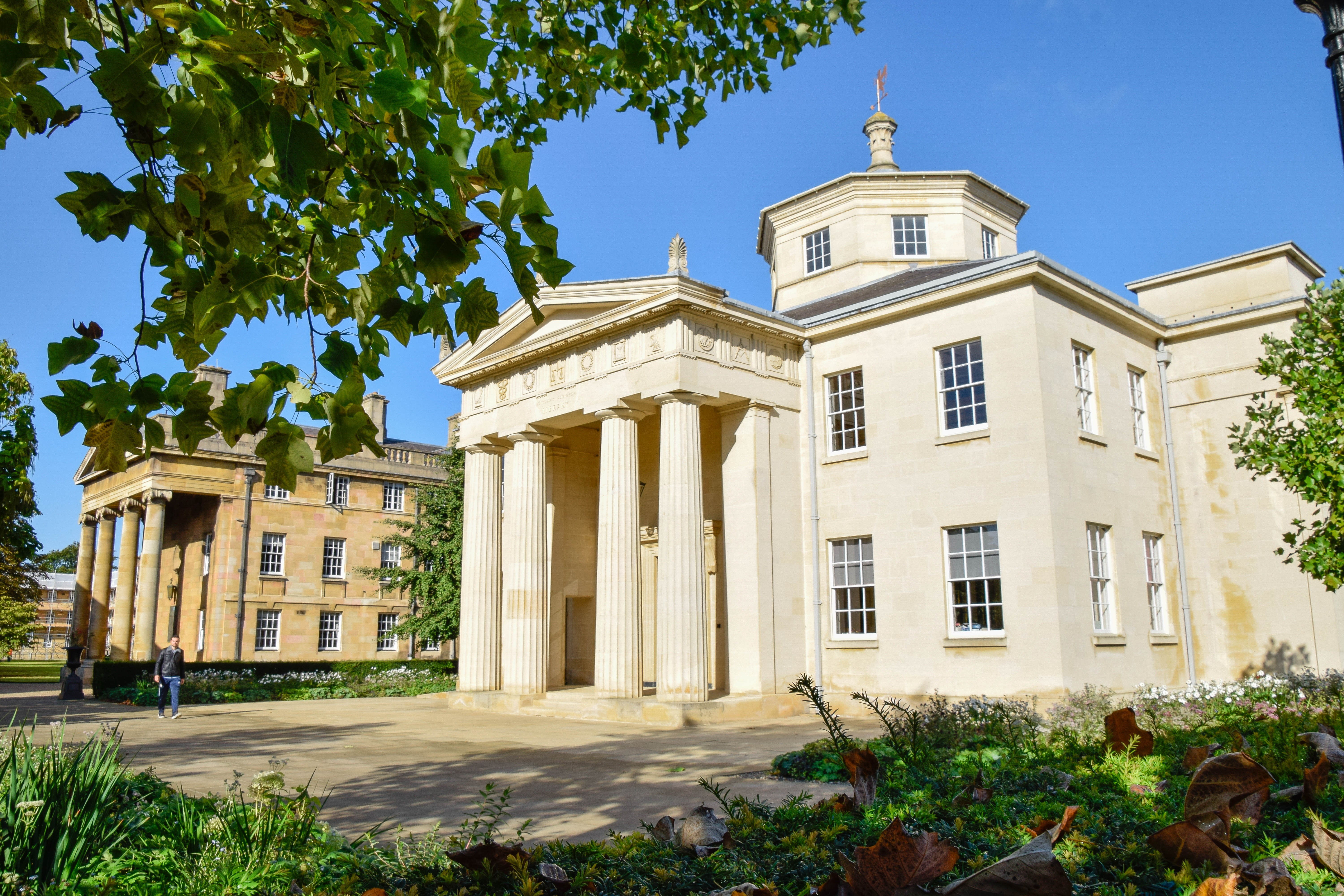
La Maitland Robinson Library de Cambridge (1992), de Quinlan Terry.

En el Reino Unido, el arquitecto Raymond Erith continuó diseñando casas clásicas a finales de la década de 1960 y principios de la década de 1970. Quinlan Terry, un nuevo arquitecto clásico que continúa ejerciendo, fue empleado, posteriormente socio y actualmente el sucesor de Raymond Erith. El arquitecto francés François Spoerry también siguió realizando diseños clásicos a partir de la década de 1960, lo que culminaría posteriormente en el renacimiento urbano europeo. En Europa, a finales de la década de 1970 varios arquitectos jóvenes empezaron a cuestionar las propuestas arquitectónicas y urbanísticas modernas. Para darles mayor difusión, Léon Krier y Maurice Culot fundaron en Bruselas los Archives d'Architecture Moderne y empezaron a publicar textos y contraproyectos a propuestas arquitectónicas y urbanísticas modernas. Esta institución recibió un gran impulso con el patrocinio de Carlos de Gales, especialmente a través de The Prince's Foundation for Building Community.
En estos años, la arquitectura posmoderna desarrolló una crítica de la estética de la arquitectura moderna. Entre los arquitectos más influyentes de esta corriente estaban Charles Moore, Robert Venturi y Michael Graves, que usaron elementos clásicos como motivos irónicos para criticar la «esterilidad» moderna. Un amplio grupo de más de veinte arquitectos, teóricos e historiadores presentaron otras alternativas a la arquitectura moderna. Entre ellos había varios nuevos arquitectos clásicos serios que consideraban que el clasicismo era una manera legítima de expresión arquitectónica, algunos de los cuales serían premiados posteriormente con el Premio Driehaus, como Thomas Beeby y Robert A. M. Stern, que construyeron edificios tanto en estilo posmoderno como clásico. Algunos estudios de arquitectura posmodernos, como Stern and Albert o Righter & Tittman, pasaron completamente del estilo posmoderno a nuevas interpretaciones de la arquitectura tradicional. Thomas Gordon Smith, galardonado en 1979 con el Premio de Roma de la Academia Americana en Roma, era un ferviente partidario de Charles Moore. En 1988 Smith publicó Arquitectura clásica: Regla e invención, y en 1989 fue nombrado director del Departamento de Arquitectura, actual Escuela de Arquitectura, de la Universidad de Notre Dame, que se especializó en enseñar las técnicas de construcción clásicas y tradicionales. Actualmente, existen otros programas que enseñan la nueva arquitectura clásica en la Universidad de Miami, la Universidad Judson, la Universidad Andrews y la Universidad de Colorado en Denver.
Junto con estos desarrollos académicos, ha existido una manifestación popular y profesional del nuevo clasicismo que continúa desarrollándose. La demolición en 1963 de la estación de Pensilvania de McKim, Mead & White en Nueva York provocó la fundación de Classical America y sus divisiones regionales, bajo el liderazgo de Henry Hope Reed, Jr. Classical America defendía la puesta en valor de los edificios de inspiración clásica y el ejercicio del diseño clásico y tradicional contemporáneo enseñando a los arquitectos a dibujar los órdenes clásicos, organizando recorridos a pie, eventos educativos y conferencias y publicando The Classical America Series in Art and Architecture.

Poundbury en Inglaterra (1993), de Léon Krier.

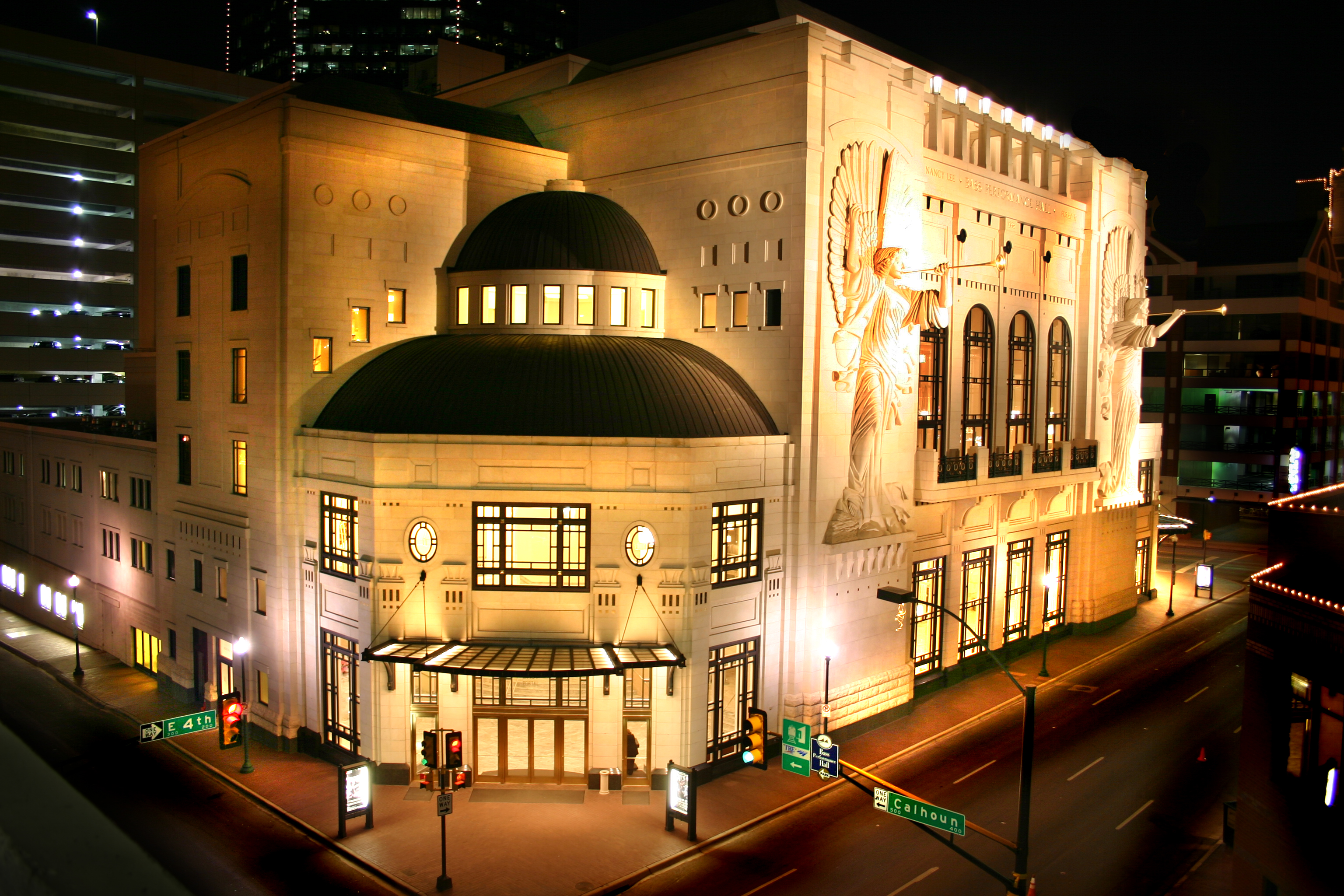
El Bass Performance Hall en Fort Worth (1998), de David M. Schwarz.

En 2002, el entonces llamado Institute of Classical Architecture se fusionó con Classical America para formar el Institute of Classical Architecture & Classical America, el actual Institute of Classical Architecture and Art (ICAA). Actualmente, el ICAA apoya a una red de divisiones regionales por todos los Estados Unidos, casi todas las cuales otorgan premios que reconocen logros significativos en el diseño y construcción en estilo clásico y tradicional. La ICAA publica The Classicist, una revista académica dedicada exclusivamente a la teoría y práctica del clasicismo contemporáneo en arquitectura, urbanismo y las artes afines. El ICAA ofrece programas educativos para profesionales de la arquitectura y el diseño, muchos de los cuales siguen la metodología de la Escuela de Bellas Artes de París, además de cursos para educar al público general.
El carácter internacional del nuevo movimiento clásico fue impulsado con la creación en 2001 de la International Network for Traditional Building, Architecture & Urbanism (INTBAU), una organización internacional dedicada a apoyar la construcción tradicional y el mantenimiento del carácter local. La INTBAU está presente en más de cuarenta países a través de sus divisiones locales. Esta red fue creada bajo el patrocinio de Carlos de Gales, una importante figura del movimiento.
En 2003, el filántropo de Chicago Richard H. Driehaus creó un premio de arquitectura que se otorgaría a un arquitecto «cuya obra encarne los principios de la arquitectura y el urbanismo clásico y tradicional en la sociedad, y que cree un impacto positivo y duradero». Concedido por la Escuela de Arquitectura de la Universidad de Notre Dame, el Premio Driehaus es considerado la alternativa clásica al Premio Pritzker de arquitectura moderna. El Premio Driehaus se concede junto con el Premio Reed, que galardona a una persona que trabaje fuera del ejercicio de la arquitectura y que haya apoyado el cultivo de la ciudad tradicional, su arquitectura y su arte mediante la escritura, la planificación o la promoción. Otros premios destacados de arquitectura clásica son el Premio Palladio en los Estados Unidos, el Premio Rafael Manzano en España y Portugal, el Premio Edmund N. Bacon y el Premio Rieger Graham del ICAA para graduados en arquitectura.

## Filosofía

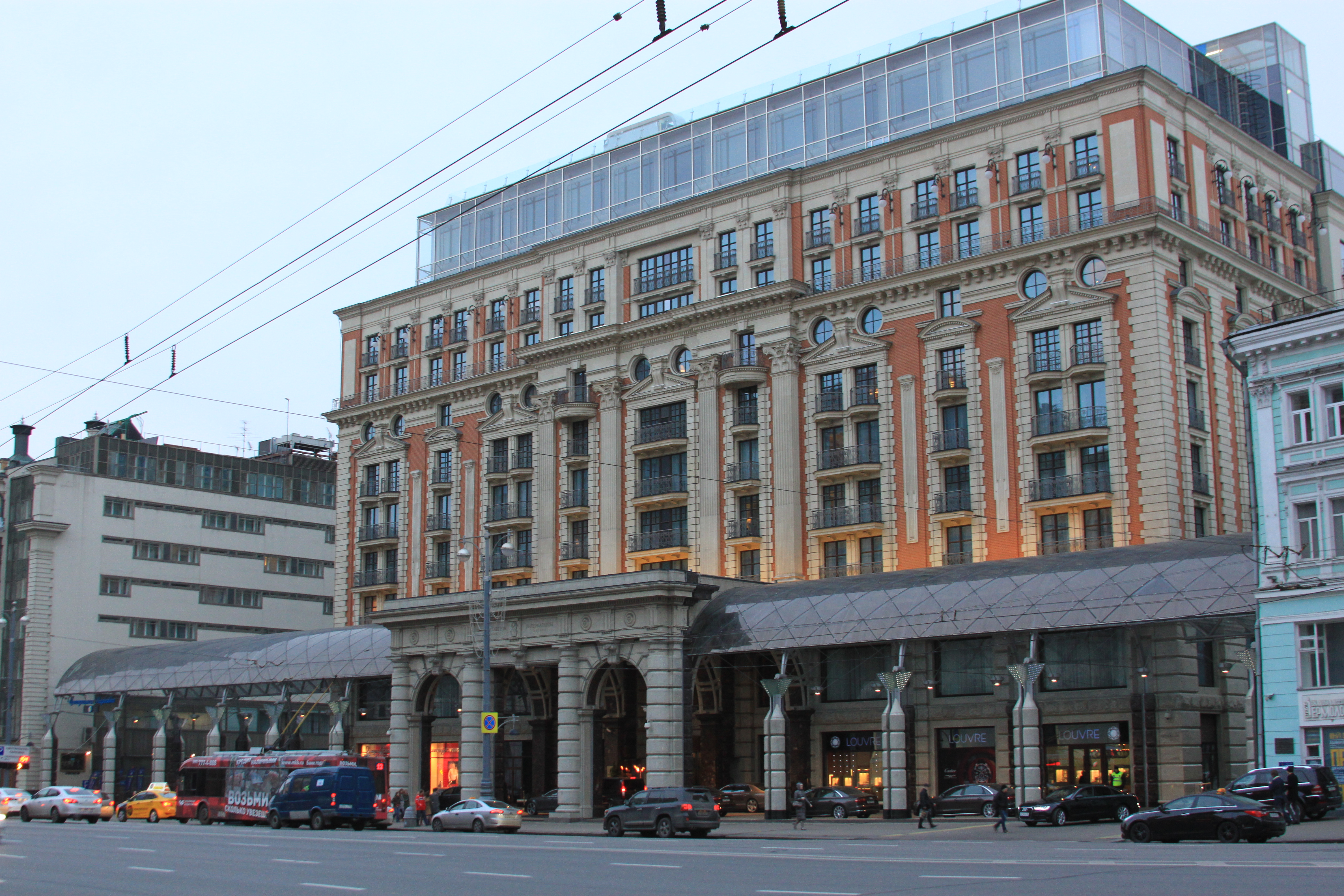
El Ritz-Carlton Hotel de Moscú (2007), de Meerson Architects.

La nueva arquitectura clásica es una clase de arquitectura complementaria basada en un modus operandi que enfatiza la conciencia de la sostenibilidad: el objetivo es crear edificios duraderos y bien construidos de gran calidad, adaptados al contexto y que hagan un uso eficiente de los recursos naturales. Esto se consigue equilibrando el aspecto económico con un paisajismo arquitectónico a largo plazo que es más responsable de la sostenibilidad en el ámbito ecológico.

## Instituciones educativas

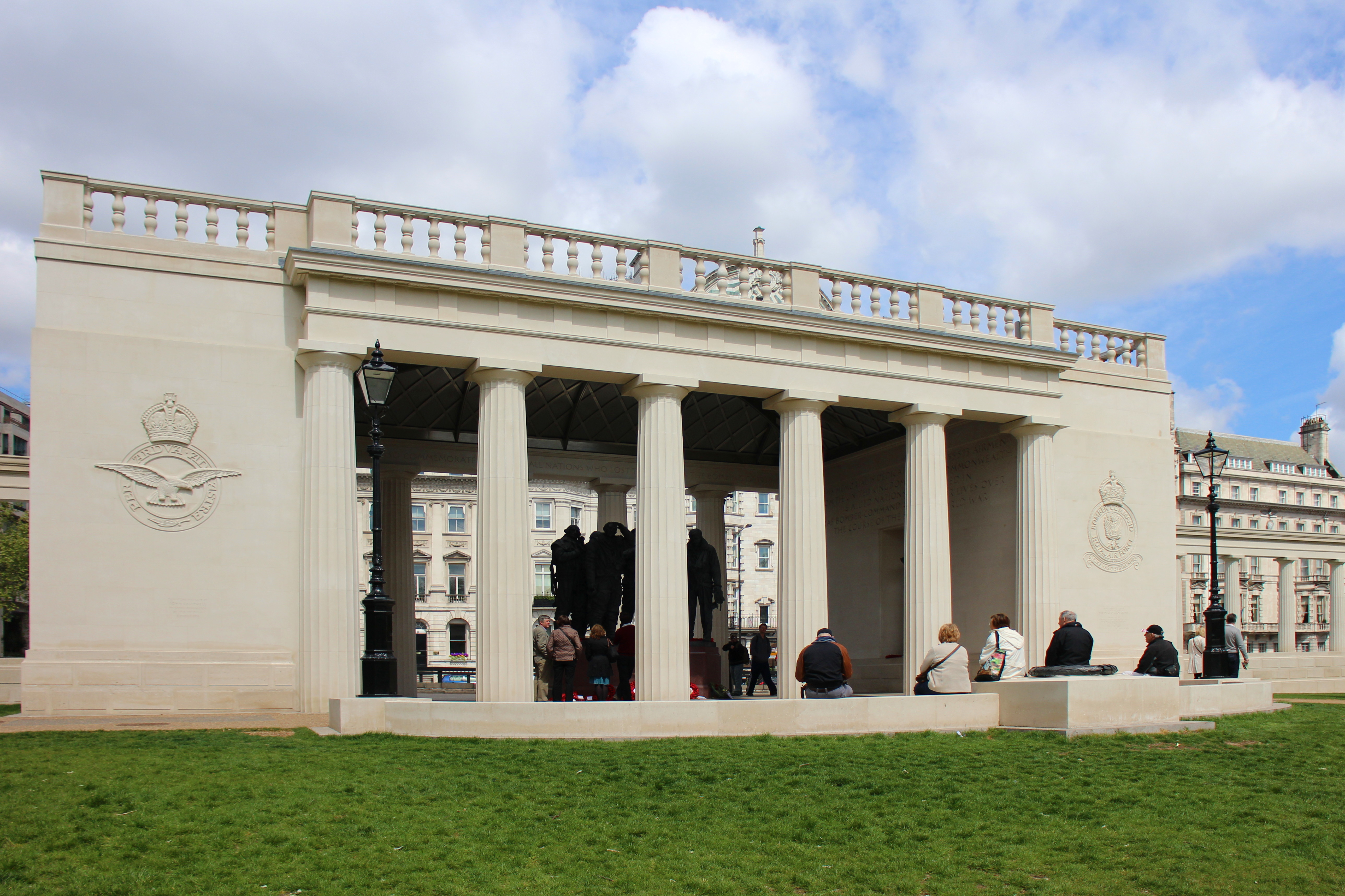
El Memorial del RAF Bomber Command en Londres (2012), de Liam O'Connor.

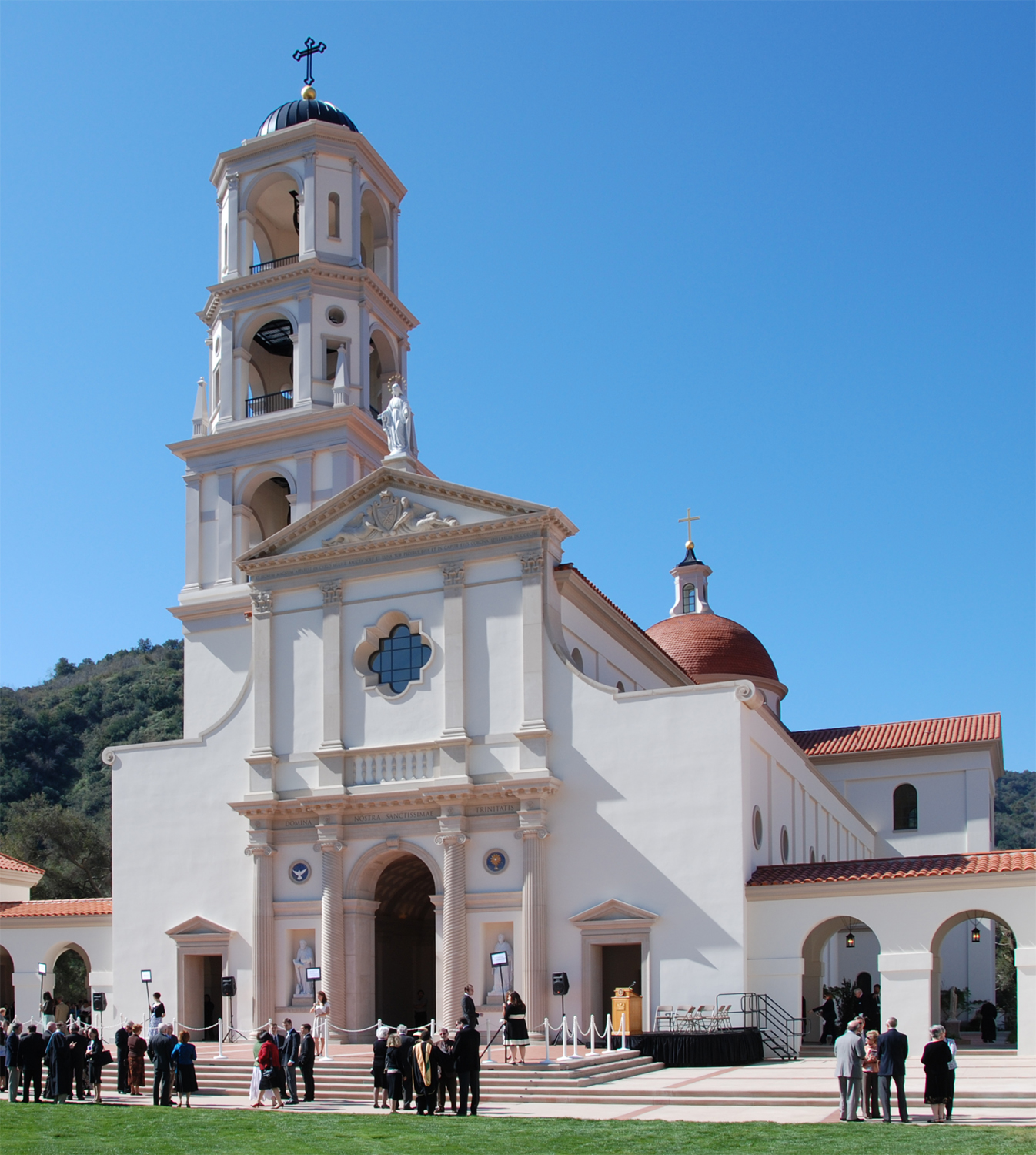
La capilla del Thomas Aquinas College en California (2009), de Duncan Stroik.

Aunque la enseñanza de la arquitectura moderna sigue siendo dominante en las universidades y escuelas de arquitectura de todo el mundo, algunas instituciones enseñan únicamente, principalmente o parcialmente los principios de la arquitectura y el urbanismo tradicional y clásico. Algunas de estas son:
En Brasil
- Centro Universitario Euroamericano (UNIEURO), en Brasilia.[31]

En la India
- Tirumala S.V. Institute of Traditional Sculpture and Architecture (SVITSA), en Tirupati, Andhra Pradesh.[32]

En Italia
- Politécnico de Bari, en Bari.[31]

En Nueva Zelanda
- UNITEC Institute of Technology, en Auckland.[31]

En el Reino Unido
- National Design Academy, en Nottingham (diseño interior histórico).[33]
- The Prince's Foundation for Building Community, en Londres.
- The Prince's School of Traditional Arts, en Londres.
- Unidad 6 del Máster en Arquitectura de la Kingston School of Art, en Londres.[34]
- Escuela de Arquitectura de la Universidad de Portsmouth, en Portsmouth.[35]
- Practice, Research, and Advancement in South Asian Design and Architecture (PRASADA) en la Escuela de Arquitectura Galesa de la Universidad de Cardiff, en Cardiff.

En los Estados Unidos
- Universidad Andrews, en Berrien Springs (Míchigan).[36]
- American College of the Building Arts y School of the Arts del College of Charleston, en Charleston (Carolina del Sur).[37]
- El Centro de Investigación Avanzada en Arquitectura Tradicional de la Universidad de Colorado, en Denver (Colorado).
- Universidad de Miami, en Coral Gables (Florida).[38]
- Escuela de Arquitectura de la Universidad Yale, en New Haven (Connecticut).[39]
- Grand Central Academy of Art, antiguamente albergada en el Institute of Classical Architecture & Art (ICAA), en Nueva York.
- Institute of Classical Architecture & Art (ICAA), en Nueva York.
- Escuela de Arquitectura de la Universidad de Notre Dame, en Notre Dame (Indiana).
- Universidad del Valle de Utah, en Orem (Utah).[40]
- Academia de Bellas Artes, en Salt Lake City (Utah).[41]
- Academia de Diseño Clásico, en Southern Pines (Carolina del Norte).